# The Shannara Chronicles
The Shannara Chronicles är en amerikansk TV-serie baserad på Terry Brooks böcker om Shannara. Serien är producerad av MTV. I Sverige visades den på HBO Nordic. Serien visades i två säsonger 2016–2017 innan den lades ned.